# Уве Гельмес
Уве Гельмес (нім. Uwe Helmes, * 28 червня 1958, Зіґен, ФРН) — німецький футболіст, нападник.
Батько відомого футболіста «Баєра» (Леверкузен) — Патріка Гельмеса, зіграв визначну роль в переході гравця до цієї команди в 2008 році. Оскільки Уве сам в 2007 році став скаутом леверкузенців в рамках німецьких футбольних ліг. Сам Уве відомий своїми виступами за команду рідного Зіґена «Спортфройнде Зіґен» (Sportfreunde Siegen) потім були «МСВ «Дуйсбург»» (MSV Duisburg) та СК «Фортуна» Кельн (SC Fortuna Köln). Завершив свою футбольну кар'єру знову в рідному Зіґені, там же він розпочав тренерський шлях в системі команд «Спортфройнде Зіґен». З 2007 року футбольний скаут.